# Poule C de la Coupe du monde de rugby à XV 1999
Cet article présente les résultats et des détails sur les matchs de la poule C de la Coupe du monde de rugby à XV 1999.
| Rang | Nations | J | V | N | D | Pm  | Pe  | Diff | Pts |
| ---- | ------- | - | - | - | - | --- | --- | ---- | --- |
| 1    | France  | 3 | 3 | 0 | 0 | 108 | 52  | +56  | 9   |
| 2    | Fidji   | 3 | 2 | 0 | 1 | 124 | 68  | +56  | 7   |
| 3    | Canada  | 3 | 1 | 0 | 2 | 114 | 82  | +32  | 5   |
| 4    | Namibie | 3 | 0 | 0 | 3 | 42  | 186 | -144 | 3   |

|  | Qualifié pour les quarts de finale |
|  | Qualifié pour les barrages         |

Attribution des points : victoire : 3, match nul : 2, défaite : 1.
Règles de classement : ?

## Les matchs
| 1er octobre 1999 19:00 UTC+1 | Fidji | 67 – 18 (43-6) | Namibie                                                                                                  | Stade de la Méditerranée, Béziers 10 000 spectateurs Arbitre : David McHugh |
| 1er octobre 1999 19:00 UTC+1 | Essai(s) : Lasagavibau 2 (8e, 40e) Tikomaimakogai (15e) Katalau (25e) Tawake (29e) Satala (35e) Vuibau (60e) G.Smith (68e) Rauluni (80e) Transformation(s) : Serevi 8 (9e, 26e, 30e, 35e, 40e, 61e, 68e, 80e) Pénalité(s) : Waisale Serevi 2 (12e, 80e) |                | Essai(s) : Senekal (53e), Jacobs (62e) Transformation(s) : van Dyk (54e) Pénalité(s) : van Dyk (6e, 13e) | Stade de la Méditerranée, Béziers 10 000 spectateurs Arbitre : David McHugh |
| 1er octobre 1999 19:00 UTC+1 | |                | | Stade de la Méditerranée, Béziers 10 000 spectateurs Arbitre : David McHugh |

| 2 octobre 1999 12:00 UTC+1 | France | 33 – 20 (18-10) | Canada | Stade de la Méditerranée, Béziers 10 000 spectateurs Arbitre : Brian Campsall |
| 2 octobre 1999 12:00 UTC+1 | Essai(s) : Glas (16e), Magne (39e), Castaignède (61e), Ntamack (76e) Transformation(s) : Dourthe 2 (40e, 77e) Pénalité(s) : Dourthe 3 (4e, 35e, 69e) |                 | Essai(s) : Williams 2 (33e, 53e) Transformation(s) : Rees (33e) Ross (54e) Pénalité(s) : Rees (2e) Ross(71e) | Stade de la Méditerranée, Béziers 10 000 spectateurs Arbitre : Brian Campsall |
| 2 octobre 1999 12:00 UTC+1 | |                 | | Stade de la Méditerranée, Béziers 10 000 spectateurs Arbitre : Brian Campsall |

| 8 octobre 1999 19:00 UTC+1 | France | 47 – 13 (23-13) | Namibie                                                                                         | Stade Lescure, Bordeaux 34 030 spectateurs Arbitre : Chris White |
| 8 octobre 1999 19:00 UTC+1 | Essai(s) : Mignoni (6e), Bernat-Salles (38e), Mola 3 (48e, 54e, 60e), Ntamack (70e) Transformation(s) : Dourthe 4 (7e, 39e, 55e, 61e) Pénalité(s) : Dourthe 3 (14e, 27e, 31e) |                 | Essai(s) : Samuelson (18e) Transformation(s) : van Dyk (19e) Pénalité(s) : van Dyk 2 (14e, 34e) | Stade Lescure, Bordeaux 34 030 spectateurs Arbitre : Chris White |
| 8 octobre 1999 19:00 UTC+1 | |                 |                                                                                                 | Stade Lescure, Bordeaux 34 030 spectateurs Arbitre : Chris White |

| 9 octobre 1999 11:30 UTC+1 | Fidji | 38 – 22 (22-16) | Canada | Stade Lescure, Bordeaux 27 000 spectateurs Arbitre : Ed Morrison |
| 9 octobre 1999 11:30 UTC+1 | Essai(s) : Satala 2 (17e, 40e) Lasagavibau (34e) Vunibaka (61e) Transformation(s) : Little (3e, 40e, 62e) Pénalité(s) : Little (40e, 69e, 72e) Drop(s) : Little (42e) |                 | Essai(s) : James (4e) Transformation(s) : Rees (5e) Pénalité(s) : Rees 4 (15e, 20e, 28e, 65e) Drop(s) : Rees (32e) | Stade Lescure, Bordeaux 27 000 spectateurs Arbitre : Ed Morrison |
| 9 octobre 1999 11:30 UTC+1 | |                 | | Stade Lescure, Bordeaux 27 000 spectateurs Arbitre : Ed Morrison |

| 14 octobre 1999 18:30 UTC+1 | Canada | 72 – 11 (31 - 6) | Namibie                                                  | Stadium de Toulouse, Toulouse 28 000 spectateurs Arbitre : Andrew Cole |
| 14 octobre 1999 18:30 UTC+1 | Essai(s) : Williams (6e), Nichols 2 (8e, 60e), Charron (30e), Snow 2 (40e, 79e), Ross (70e), Stanley 2 (74e, 80e) Transformation(s) : Rees 9 (6e, 8e, 30e, 40e, 60e, 70e, 74e, 79e, 80e) Pénalité(s) : Rees 3 (13e, 52e, 64e) |                  | Essai(s) : Hough (54e) Pénalité(s) : van Dyk 2 (2e, 23e) | Stadium de Toulouse, Toulouse 28 000 spectateurs Arbitre : Andrew Cole |
| 14 octobre 1999 18:30 UTC+1 | |                  |                                                          | Stadium de Toulouse, Toulouse 28 000 spectateurs Arbitre : Andrew Cole |

| 16 octobre 1999 12:00 UTC+1 | France | 28 – 19 (13 - 3) | Fidji                                                                                                   | Stadium de Toulouse, Toulouse 36 000 spectateurs Arbitre : Paddy O'Brien |
| 16 octobre 1999 12:00 UTC+1 | Essai(s) : Juillet (22e) de pénalité (70e) Dominici (83e) Transformation(s) : Dourthe 2 (23e, 71e) Pénalité(s) : Dourthe 2 (6e, 36e) Lamaison (79e) |                  | Essai(s) : Uluinayau (48e) Transformation(s) : Little (48e) Pénalité(s) : Little 4 (19e, 42e, 53e, 60e) | Stadium de Toulouse, Toulouse 36 000 spectateurs Arbitre : Paddy O'Brien |
| 16 octobre 1999 12:00 UTC+1 | |                  | | Stadium de Toulouse, Toulouse 36 000 spectateurs Arbitre : Paddy O'Brien |